# Los Laureles, Michoacán de Ocampo
Los Laureles är en ort i Mexiko.   Den ligger i kommunen Coalcomán de Vázquez Pallares och delstaten Michoacán de Ocampo, i den södra delen av landet, 400 km väster om huvudstaden Mexico City. Los Laureles ligger 871 meter över havet och antalet invånare är 198.
Terrängen runt Los Laureles är huvudsakligen kuperad, men österut är den bergig. Los Laureles ligger nere i en dal. Runt Los Laureles är det mycket glesbefolkat, med 7 invånare per kvadratkilometer. Närmaste större samhälle är Taixtan, 19,4 km öster om Los Laureles. I omgivningarna runt Los Laureles växer huvudsakligen savannskog.